# Qeleshe

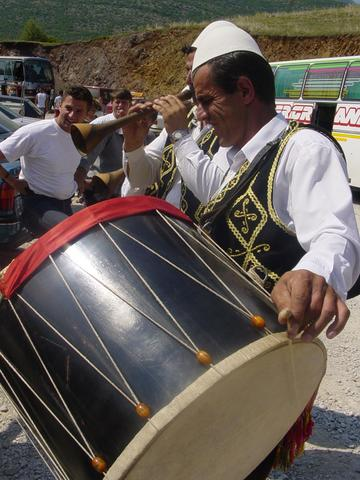
Jucători Tupan în costum albanez kosovar

Qeleshe  (în albaneză Qeleshja) - cunoscut în dialect și Plis (în albaneză Plisi) este pălăria tradițională albaneză pentru bărbați. Capacul este confecționat dintr-o bucată de pâslă din lână nevopsită. Numele qeleshe este derivat din cuvântul albanez lână (lesh).

## Tipuri
Există trei forme principale ale acestui articol de acoperit capul. Cel mai frecvent era un fel de acoperământ semicircular. Acesta a fost purtar în Kosovo și în tot nordul Albaniei până la Kruja. În centrul Albaniei, qeleshe avea forma unui con trunchiat plat, uneori cu o margine superioară ușor ridicată și o mică rotunjire la mijloc.  Toskenii din sud purtau qeleshen, care arăta ca un con trunchiat înalt și astfel seamănă cu fesul nord-african și turcesc. Ciucul comun la fes lipsea. Uneori avea un vârf scurt în schimb.

## Răspândire

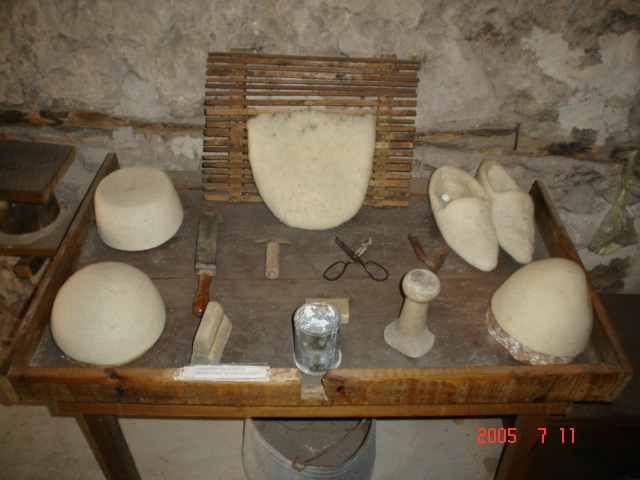
Diverse modele și instrumente de fabricație în Muzeul Etnografic din Kruja

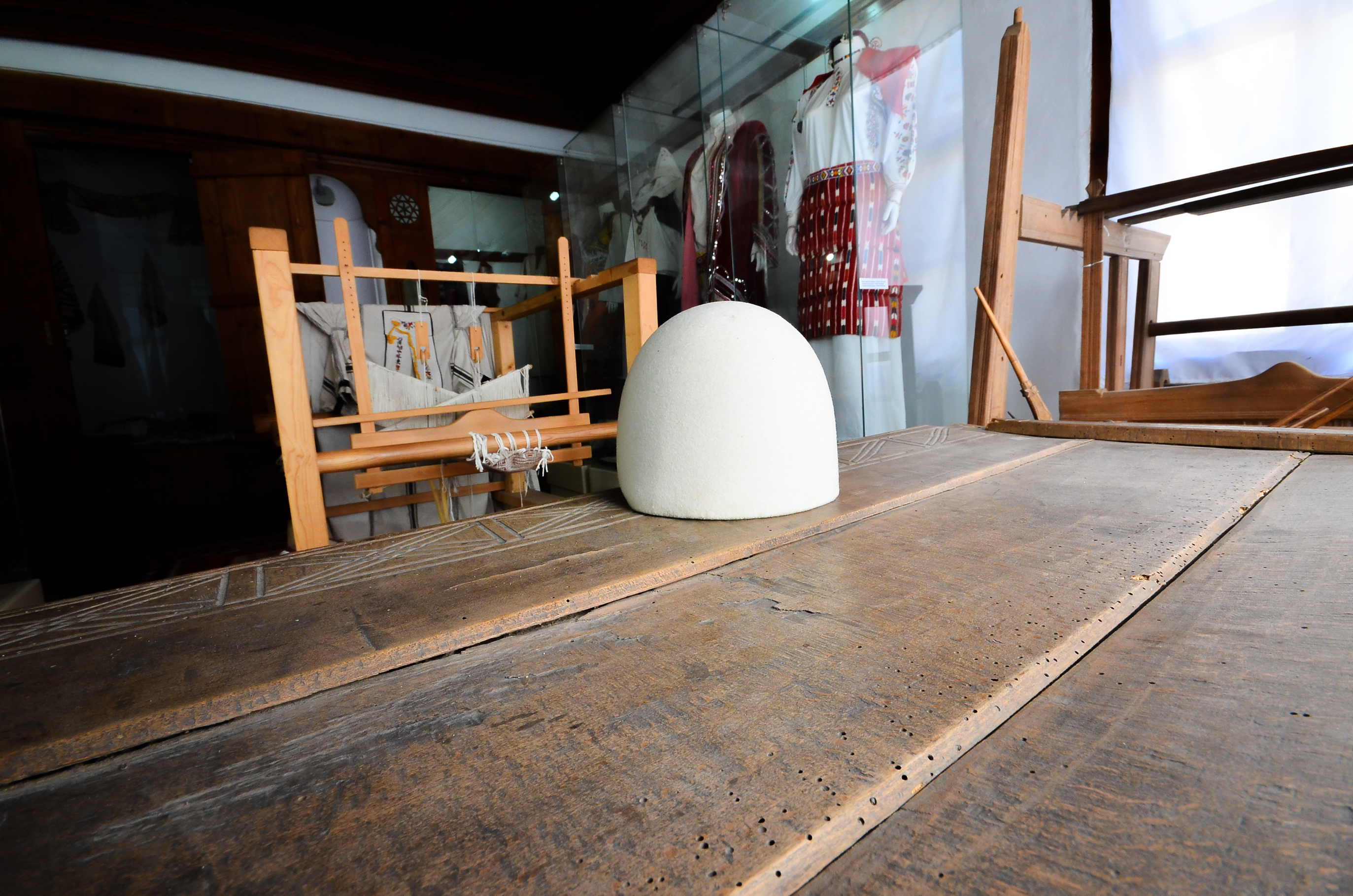
Plis în Kosovo

În mod tradițional, Qeleshe are un sens ca simbol național.  În timp ce qeleshe-ul era încă răspândit în rândul bătrânilor albanezi la începutul anilor '90, astăzi este în mare parte nepurtabil. În centrul și sudul Albaniei nu se mai poartă; este văzut rar și în nord și în Kosovo. Astăzi, ca parte a costumelor tradiționale, bărbații în vârstă și membrii grupurilor de folclor poartă qeleshe. 

## Alte
Qeleshe este fabricat într-o matriță și oferit spre vânzare în acest fel. După vânzare, pălăria din pâslă este tăiată pentru a se potrivi capului clientului. Acest pas de lucru este de obicei efectuat de către vânzător. 